# Pannónia szálloda (Miskolc)
A Pannonia szálloda vagy Hotel Pannonia Miskolc egyik régi szállodája, a Kossuth Lajos és a Széchenyi utca sarkán áll, Kossuth utcai bejárattal (Kossuth Lajos utca 2.).

## Története
A szálloda helyén régen a tapolcai apátság kúriája állt, az első írásos adat 1504-ből származik róla, de jóval ezelőtt már állt. Amikor a tapolcai apátságot 1533-ban lerombolták, az ottani bencés szerzetesek itt nyertek elhelyezést. (Ezzel az eseménnyel kezdődött tulajdonképpen Mindszent története.) Az egykor 14 méter széles, 200 méter hosszú kúria déli homlokzata a Sötétkapu helyén működő piacra, az északi a Pecére nézett. Vendégfogadóként és az apátsági birtokok terményeinek elárusítóhelyeként is működött, így ez lehetett a város egyik legrégebbi kereskedőháza és fogadója. 1717-es felmérés szerint a házban „van három szoba és két bolt, melynek egyikéért rác bérlő 30 forintot fizet, a másikért 33 forint 20 krajcárt. Van az épületben mészárszék is, melyet 50 magyar forintért szoktak bérbe adni. A korcsma urasági kezelésben van egész esztendőn át…. A curia alatt két pince is van”. 1736 és 1743 között az épületet bővítették, „ezen négy szoba van, mind görögök bírják, s ezen épületnek elein, a piacz felől vagyon három bót és az kamra, az mellyben a görögök portékájokat árullyák”; a görögöket lassan zsidó kereskedő váltották fel. Az 1860-as években a város tulajdonába került az épület, amely az 1878-as miskolci árvíz során – a főutca több házához hasonlóan – súlyos károkat szenvedett. Megpróbálták helyreállítani, de többször is leégett.
A 19. század végén végül Blau Gyula építész-tulajdonos megépítette a „Pannonia Szállodát”. Átadásásról a Borsodmegyei Lapok 1894. július 14-én számolt be, eszerint délelőtt a kávéházat, este a pedig a szállodát és az éttermet nyitották meg. Első bérlője Hipsch Nándor volt, aki azelőtt a pesti Pannónia Szállodát működtette bérlőként. 1916-ban Blau Gyula mozit és bérlakásokat akart kialakítani benne, de a város nem engedélyezte számára az átalakítást. A szállodát 1949-ben államosították. Emeletén kezdetben tiszti szálló volt, a földszinten pedig kialakították az Állami Áruházat. Mivel alagsori része is volt, a helyiek sokáig „pincés Állami”-nak nevezték. 1951-ben a Budapesti Központi Hungária Szálloda és Étterem Vállalat vette át az üzemeltetést, és felújította az épületet. A szálloda 1961-ben nyílt meg újra, külső megjelenésében szerény kiképzést kapott, homlokzatáról eltűntek a díszek. Az Állami Áruház 1970-ben átköltözött az akkorra felépült Centrum Áruházba, helyén fűszer-csemege nyílt, a pincéjében pedig borozó. Amikor a HungarHotels vette át a kezelését, lassan visszakapta szállodai funkcióit, éttermet, cukrászdát és sörözőt is nyitottak. Itt kelt új életre a miskolciak kedvelt, de megsemmisített Roráriusz cukrászdája, aminek a nevét jogi problémák miatt „Rori”-ra változtatták, majd rövidesen megszűnt.
Az épület 1992-ben a városi önkormányzaté lett, majd 1999-ben az olasz Adelino Collocino és Alfonso Altan üzletemberek kezébe került. A mai kor igényeinek megfelelően berendezett háromcsillagos szállodában 34 szoba, az apartmanházban 7 apartman található, és 200 és 40 fős konferencia-, illetve rendezvényteremmel is rendelkezik. Földszintjén 2001-től a Westel, illetve a T-Mobile működtetett irodát, ügyfélközpontot.

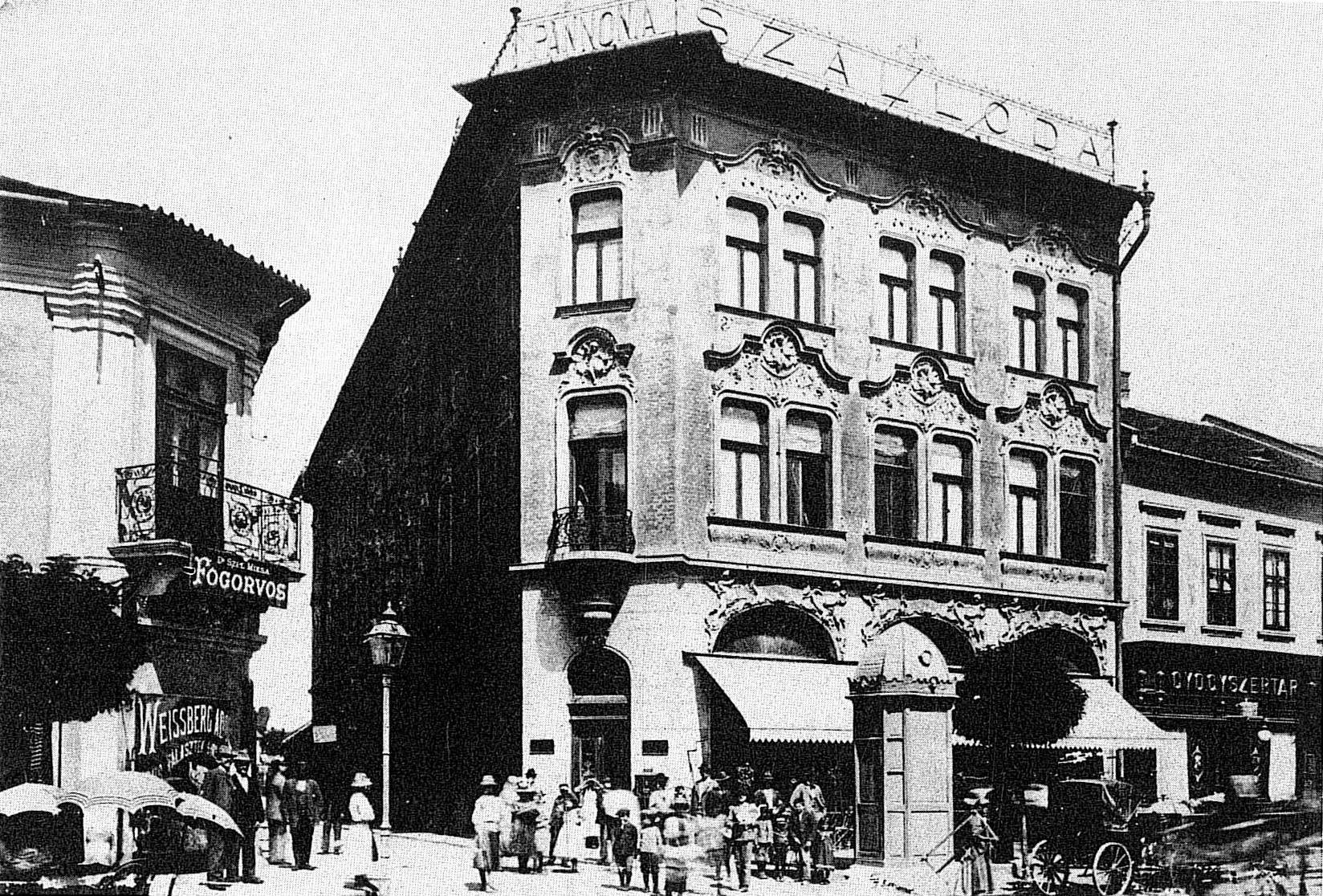
A szálloda 1910-ben
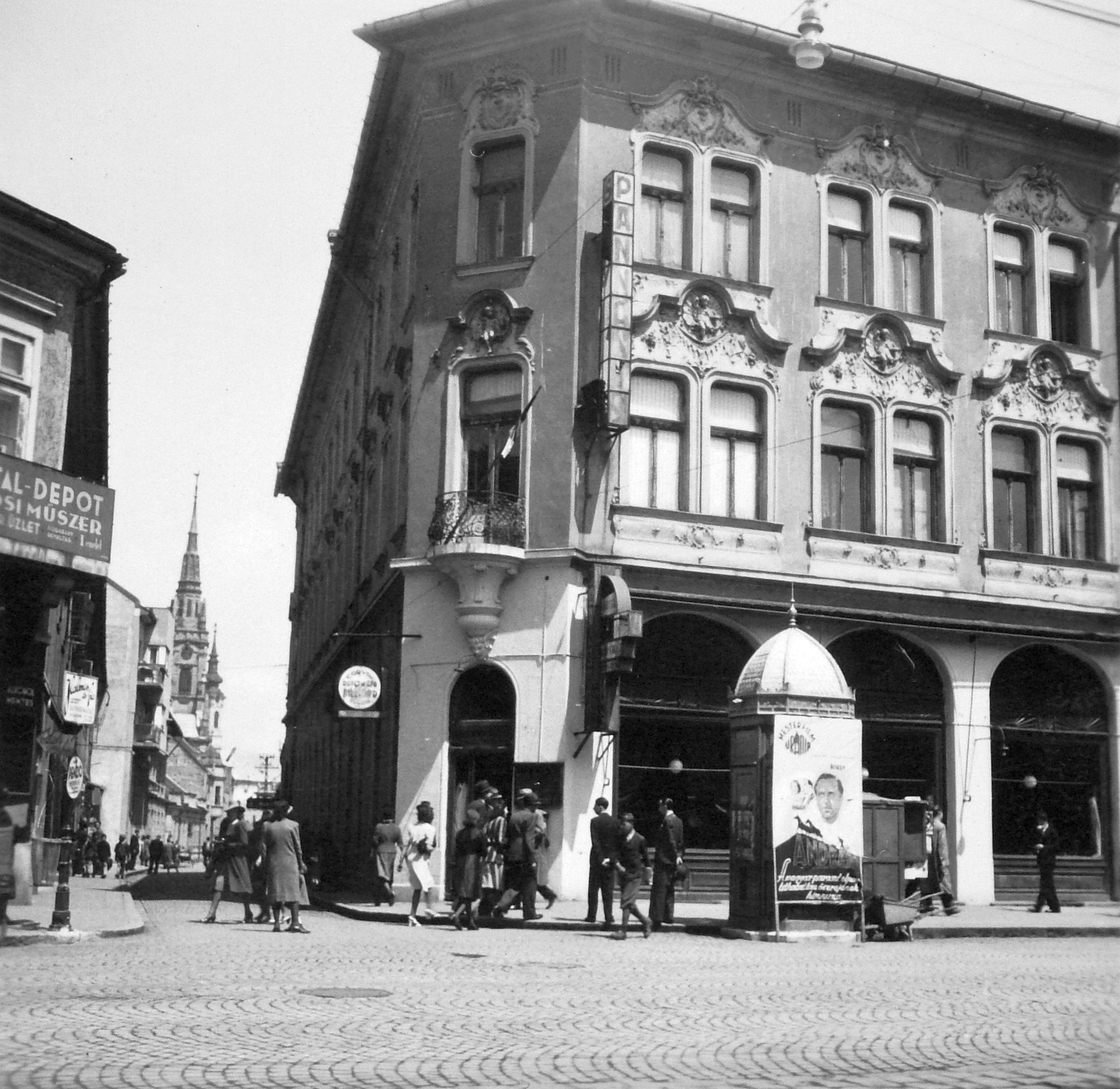
1943-ban
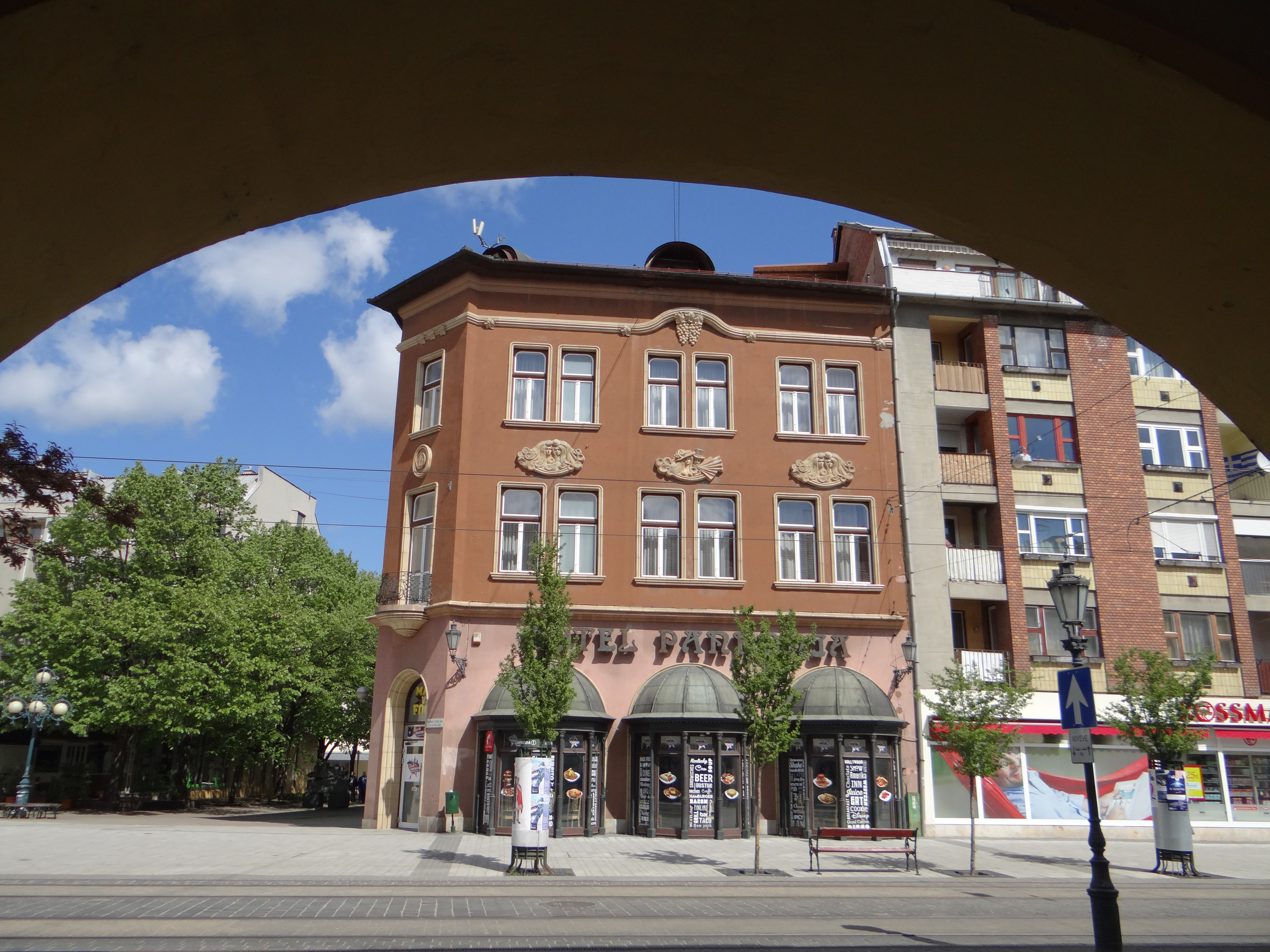
A szálloda a Sötétkapu alól
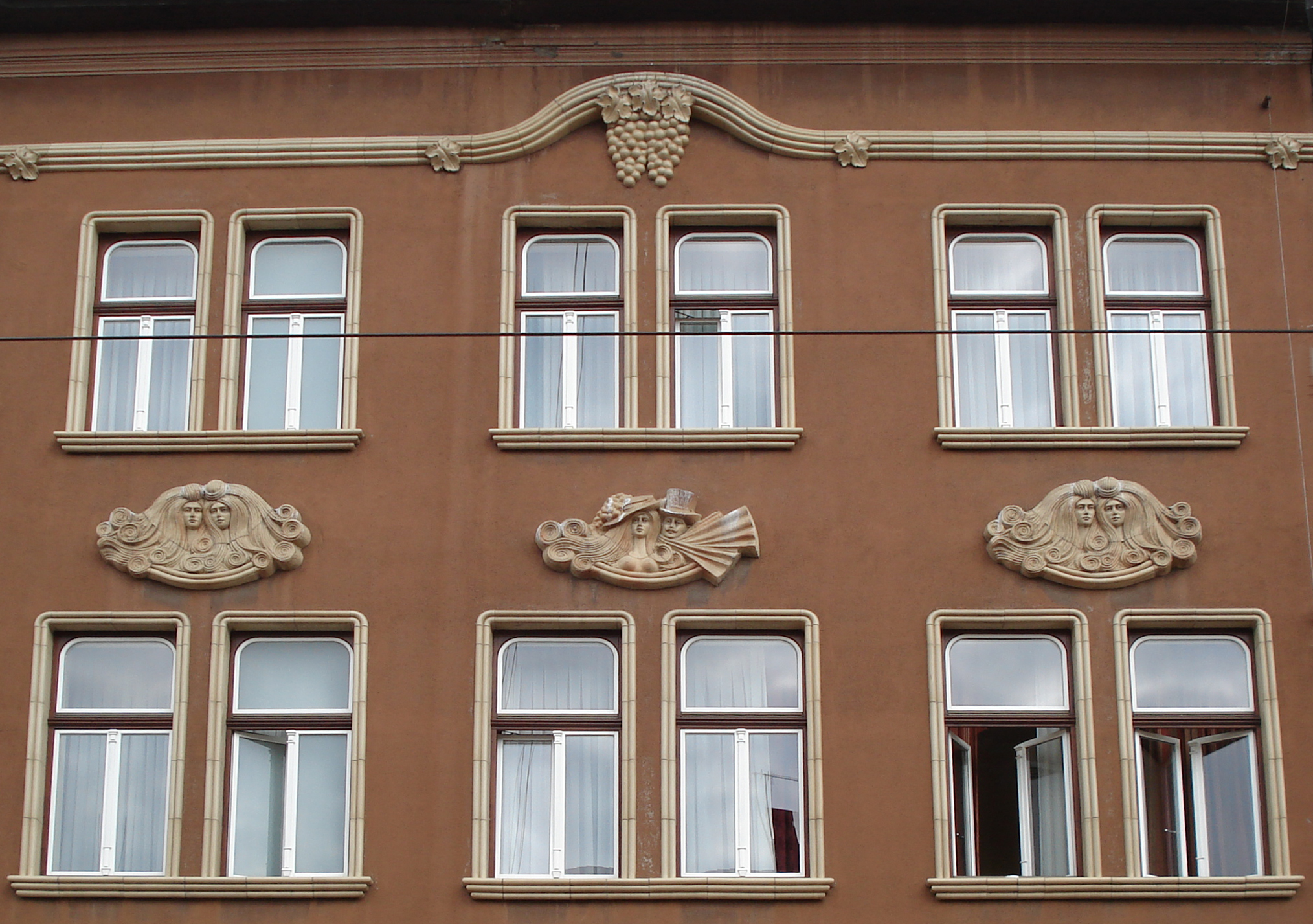
Fürtös György kerámia homlokzati díszei
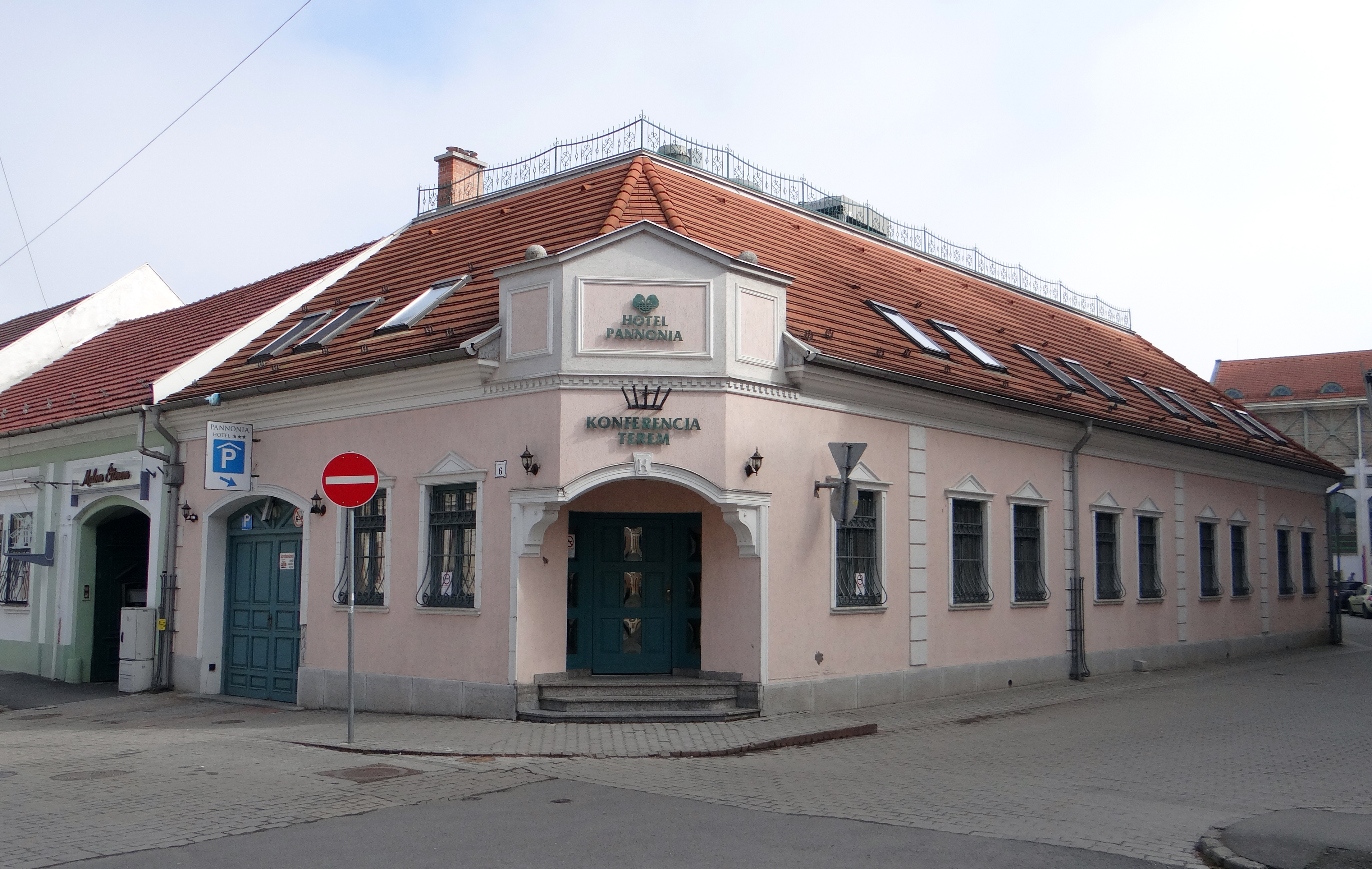
A szálloda külön álló konferenciaterme